# Asesinatos de Bellevue
Los asesinatos de Bellevue, o la masacre de Bellevue, ocurrió la noche del 3 de enero y la mañana del 4 de enero de 1997, cuando Alex Baranyi y David Anderson, ambos de 17 años de edad, llevaron a Kim Wilson, de 20 años, a un parque de Bellevue, Washington y la asesinaron. Luego, entraron a la residencia familiar de Kim y asesinaron a Bill Wilson, su esposa Rose Wilson, y su otra hija, Julia Wilson. Tanto Baranyi como Anderson fueron condenados y sentenciados a servir cuatro cadenas perpetuas sin posibilidad de libertad condicional.
Aunque los motivos detrás de los asesinatos no están claros, los jóvenes exhibieron conductas de perturbación psicológica cuando fueron interrogados. Cuando se le preguntó a Baranyi el motivo del crimen, simplemente respondió que quería matar a alguien porque estaba "atascado en la rutina". Los testimonios de Baranyi y Anderson llevó a los investigados a sugerir que el motivo del asesinato de la familia Wilson fue puramente por la excitante experiencia de matar.

## Descubrimiento
El 4 de enero de 1997, mientras jugaban en un parque del suburbio de Bellevue en Seattle, dos niños observaron lo que ellos creyeron que era una pila de ropa en los arbustos. Cuando regresaron al parque el día siguiente, se dieron cuenta de que lo que habían visto el día anterior era un cuerpo humano. Corrieron a casa y la madre de uno de ellos reportó el hallazgo al Departamento de Policía de Bellevue.
Los detectives de Bellevue respondieron a la escena y encontraron el cuerpo de una joven que más tarde fue identificada como Kimberly Wilson, de 20 años de edad. Parecía haber participado en una lucha y por los signos, había muerto por estrangulamiento. Un cordón fue hallado envuelto en su cuello.
Cuando los detectives arribaron a la residencia Wilson, se percataron que las luces del interior estaban todas apagadas, aunque había tres autos estacionados fuera y las luces navideñas estaban encendidas. El detective Jeff Gomes encontró que una puerta corrediza de vidrio se encontraba abierta. Inmediatamente llamó para ver si alguien del interior respondía. Cuando Gomes no oyó nada, desenfundó su arma e ingresó a la residencia.
Gomes se dirigió al primer piso para ver si la familia estaba durmiendo, pero descubrió manchas de sangre en las paredes y el techo. Gomes halló el cuerpo sin vida de Rose Wilson (madre de Kim), en la cama en el dormitorio principal, había sido apuñalada varias veces en la garganta, y su cabeza había sido aplastada por varios golpes de un objeto pesado. Cerca de la base de la cama, Gomes encontró el cuerpo del padre de Kim, William "Bill" Wilson, que tenía heridas similares. El cuerpo de la hermana de Kim, Julia, de 17 años, fue descubierto en el salón; ella tenía signos de haber luchado contra sus agresores. Uno de sus brazos estaba roto, y tanto su cabeza como su cuello habían sido apuñalados múltiples veces.

## Investigación
La policía de Bellevue y los detectives comenzaron rápidamente a interrogar a los vecinos con respecto a cualquier actividad sospechosa, ruidos o cualquier información sobre potenciales enemigos de los Wilson. Los compañeros de trabajo de William dijeron que él era muy querido, y su jefe lo describió como "una persona muy leal y un buen empleado". Compañeros de trabajo de Rose dijeron que ella era "amigable y extrovertida". Los compañeros de clase de Julia, estudiante de último año de la Preparatoria de Bellevue, la describieron como "una niña dulce y tímida".
Kim se había graduado de la misma escuela a la que Julia estaba asistiendo. El canciller de la preparatoria afirmó que existía una tensión entre Kim y sus padres durante sus últimos años en la institución. Los registros mostraron que un año antes de las muertes de los Wilson en 1996, uno de sus vecinos había reportado, mediante una llamada, una pelea doméstica indicando una discusión entre Kim y sus padres. Cuando los detectives empezaron a interrogar a los amigos de Kim, descubrieron que Kim se había hecho amiga de un grupo gótico que se reunía en Denny's por las noches, aunque Kim nunca había asistido a esas reuniones. Lo llamaban "El Club de Sábados Nocturnos de Denny's", allí discutían sobre juegos de rol, con temas de erotismo y muerte. Varios miembros del grupo hablaban del mismo como una manera divertida de rebelarse ante el moralismo y establecer su propia identidad, sin embargo, ninguno de ellos admitió haber considerado cometer homicidio. Algunos miembros del grupo les informaron a los detectives que dos jóvenes, Baranyi y Anderson, hablaban sobre cometer asesinatos todas las semanas.
Los investigadores interrogaron y entrevistaron tanto a Baranyi como a Anderson en sus respectivas residencias. Ambos dijeron estar jugando videojuegos en la casa de Baranyi la noche de los homicidios. La policía examinó los zapatos de los jóvenes para compararlos con huellas distintivas que se encontraron en la escena del crimen. Baranyi le mostró a los detectives unos zapatos de trabajo marrones, diciendo que eran su único par. Algunos testigos y vecinos de Baranyi tenían opiniones divididas sobre si los jóvenes realmente habían pasado la noche jugando videojuegos en la casa de este. Un amigo cercano de Baranyi le dijo a las autoridades que este tenía unas botas con un patrón similar al que se halló en la escena del crimen. Buscando nuevamente en la casa de los Wilson, los detectives hallaron dos diferentes tipos de huellas, lo que indicaba que al menos dos individuos habían cometido los crímenes.

## Confesión y sentencia
Cinco días después de hablar con los detectives, Baranyi admitió que él y su cómplice habían matado a los Wilson. Le dijo a las autoridades que él asesinó a Kim primero, estrangulándola en el parque. Luego de que Baranyi se diera cuenta de que Kim probablemente le había dicho a sus padres que se iba a encontrar con ellos esa noche, decidió matar a ellos también. Baranyi fue hasta la residencia de los Wilson con un bate de béisbol y un cuchillo de combate. Al llegar, comenzó a golpear a Rose Wilson con el bate, despertando, en el proceso, a su marido, Bill Wilson. Cuando Bill fue al rescate de su esposa, Baranyi lo golpeó y apuñaló hasta matarlo. Luego, apuñaló a Rose con el cuchillo y se dirigió arriba para matar a su hija, Julia. Antes de regresar a su hogar, Baranyi tomó el teléfono, un reproductor de CD y una videocasetera de la casa de los Wilson.
Baranyi se negó a dar el nombre de su cómplice a los detectives, que luego se descubrió que era un muchacho llamado David Anderson. Siguiendo las investigaciones, David Anderson fue llevado a otra ronda de interrogatorios. Esta vez, Anderson dijo que había mentido a los detectives cuando les dijo que había estado con Baranyi la noche de los asesinatos. Indicó que, esa noche, se la pasó conduciendo un camión que pertenecía al padre de su novia, entre las ciudades de Bellevue y Seattle. Anderson también indicó saber que Baranyi había estado planeando los homicidios de los Wilson por un tiempo. Él citó la amistad de Baranyi con Kim Wilson como la única conexión con esta última. Tres personas que vivían cerca de la residencia Baranyi contradijeron las declaraciones de Anderson; indicaron que habían visto a los dos jóvenes saliendo juntos de la casa al mismo tiempo la noche de los asesinatos. Los detectives buscaron en los hogares de ambos y encontraron los artículos que Baranyi había robado, como también los zapatos ensangrentados y los cordones que concordaban con los patrones hallados en la escena del crimen. Análisis de ADN en estos artículos los conectaron directamente con los Wilson.
Alex Baranyi y David Anderson fueron acusados de asesinato en primer grado. Los fiscales trataron de juzgarlos juntos cuando el juicio comenzó en octubre de 1998, pero la corte sintió que cada uno necesitaba juicios por separado, por sus roles en los crímenes. Tres semanas después del juicio, Baranyi fue sentenciado a cuatro cadenas perpetuas consecutivas sin posibilidad de libertad condicional. Cuando se le preguntó si tenía algo que decir al respecto, Baranyi contestó: "No, no lo creo". Él comenzó a servir su sentencia una semana más tarde. Anderson contrató y despidió a numerosos abogados, para tratar de escapar de una sentencia similar a la de Baranyi. Sin embargo, un mes y medio después, Anderson también fue sentenciado a cuatro cadenas perpetuas consecutivas, sin posibilidad de libertad condicional.
Desde entonces, el estado declaró que "los jóvenes sentenciados a cadena perpetua sin posibilidad de libertad condicional, debían ser reexaminados para una oportunidad de obtenerla".